# Хан Соло
Хан Со́ло (англ. Han Solo) — один из главных героев киносаги «Звёздные войны». Он появляется в фильмах «Хан Соло. Звёздные войны: Истории», «Новая надежда», «Империя наносит ответный удар», «Возвращение джедая», «Пробуждение силы» и «Скайуокер. Восход». В отдельном фильме его сыграл Олден Эренрайк, а в эпизодах роль исполнил Харрисон Форд. Кроме того, персонаж присутствует в телефильме «Звёздные войны: праздничный спецвыпуск».
В прошлом Хан Соло — пилот космического корабля «Тысячелетний сокол», его бортмехаником и вторым пилотом являлся вуки по имени Чубакка, который сам стал капитаном после его смерти.

## Биография Соло в киносаге
«Всю галактику облетел от края и до края 7 раз, — хвастался как-то Хан Соло, — и ни разу не видел ничего такого, что заставило бы меня поверить в одну всемогущую силу, которая повелевает всем!».

### Хан Соло. Звёздные войны: Истории
На планете кораблестроителей Кореллии начинающий пилот по имени Хан и его подруга Ки’ра работают на криминального авторитета Леди Проксима в банде Белых Червей. Чтобы оплатить билет с планеты, они утаивают от Проксимы коаксий, также известный как коаксиум или гипертопливо. При неудачной попытке сбежать с планеты, потерявший Ки’ру Хан записывается добровольцем в Имперский флот. Имперский рекрутинговый офицер во время регистрации даёт Хану фамилию «Соло», так как Хан не знает своей настоящей фамилии.
Три года спустя 22-летний Хан, исключённый из Имперской лётной академии за неподчинение начальству, в грязи сражается на планете Мимбан простым пехотинцем. Там среди солдат он встречает Тобиаса Беккетта с его приспешниками. Попытка шантажа Беккета, предпринятая Ханом для того, чтобы покинуть Мимбан, заканчивается арестом Соло за дезертирство, после чего его кидают в камеру к «зверю» на съедение, который оказывается пленённым вуки по имени Чубакка. Благодаря способности Хана говорить на языке вуки, Соло с Чубаккой сбегают из камеры и примыкают к команде Бекетта. Вместе с этой командой Хан отправляется на задание по краже коаксия для криминального авторитета Драйдена Воса, главаря группировки «Багровый рассвет».

### Эпизод IV: Новая надежда
В начале «Новой надежды» Хан Соло — опытный контрабандист. Однако дела его идут не слишком хорошо: криминальный барон планеты Татуин, Джабба Хатт, объявил награду за его голову после того, как Соло сбросил принадлежавший Джаббе нелегальный груз в космос, чтобы избежать ареста. Чтобы отдать долг Джаббе, Соло соглашается доставить четырёх странных путников на Алдераан за 17 тысяч кредитов. Этими путниками оказываются старый джедай Оби-Ван Кеноби, юный Люк Скайуокер и два дроида — C-3PO и R2-D2. Их преследуют имперские штурмовики. Однако ему всё таки приходится убить охотника Гридо, служившего Джаббе.
По прибытии в расчётное место обнаруживается, что Алдераан уничтожен, а «Тысячелетний сокол» попадает в силовой луч Звезды смерти. Хан Соло прячет своих пассажиров в отсеках для контрабанды, что позволяет им проникнуть на Звезду смерти. Люк уговаривает Соло отправиться на выручку заключённой на Звезде принцессе Лее, пообещав тому баснословную награду от повстанческого Альянса. Обращает в бегство отряд штурмовиков. Несмотря на все препятствия, они преуспевают в этом намерении и вместе с Леей улетают на базу Альянса Явин IV. Кеноби, однако, гибнет в схватке с Дартом Вейдером.
На Явине IV Люк уговаривает получившего свою награду Соло присоединиться к силам Альянса. Соло отказывается. Однако в самый решающий момент вмешательство передумавшего Соло спасает не только Люка, но и весь Альянс. Согласно обновлённому канону, Хан Соло вступил в ряды повстанцев, когда ему было 29 лет.

### Эпизод V: Империя наносит ответный удар
Хан спасает жизнь Люку на планете Хот. Через три года Соло вновь пытается вернуться на Татуин — ведь награда за его голову ещё не снята. Его останавливает имперская атака, в ходе которой ему приходится спасать принцессу Лею. Вместе они уходят от имперского преследования и пытаются скрыться на планете Беспин, в городе, принадлежащем бывшему компаньону Соло, Лэндо Калриссиану. Однако имперцы прибывают на Беспин чуть раньше и устраивают засаду. Хана Соло замораживают в карбоните и отдают охотнику за наградой Бобе Фетту, который сильно помог имперцам в выслеживании беглецов. Перед замораживанием Лея признается Соло в любви. Боба Фетт увозит Соло на Татуин для получения награды.

### Эпизод VI: Возвращение джедая
Хан Соло, по-прежнему замороженный в углероде, хранится во дворце Джаббы Хатта на Татуине в качестве украшения. Люк, Лея, Лэндо и Чубакка освобождают его. А он спасает жизнь Лэндо. Хан Соло и Лея ведут отряд повстанцев на генератор защитного поля новой Звезды Смерти, расположенный на лесной луне Эндора, в то время как его «Тысячелетний сокол», временно доверенный им Калриссиану, возглавляет атаку на саму Звезду. Исключительная находчивость Соло и неожиданная помощь со стороны аборигенов (эвоков) позволяет повстанцам обойти западню, устроенную имперцами на луне, и всё-таки уничтожить генератор, после чего Лэндо взорвал реактор Звезды. В результате Империя оказалась повержена, а Альянс праздновал победу.

### Эпизод VII: Пробуждение силы
Хан Соло возвращается в новом эпизоде Звёздных Войн, действие которого начинается спустя 30 лет после «Возвращения джедая». Вместе со своим верным другом Чубаккой он возвращает угнанный у него «Сокол Тысячелетия». В эти нелёгкие времена Хан промышляет контрабандой: в данный момент он везёт рафторов на продажу и давно не живёт со своей женой Леей. Две группировки хотят вернуть свои деньги, которые Хан у них занял для сего мероприятия. Обнаружив на борту Рей, Фина и BB-8, они передают информацию о них Верховному Лидеру Сноуку и Кайло Рену — обратившемуся на Тёмную сторону Силы сыну Хана и Леи (настоящее имя — Бен). Позже, во время диверсии на базе «Старкиллер», Хан, по просьбе Леи, пытается вернуть сына на Светлую сторону Силы. Кайло Рен говорит Хану, что его сын мёртв, но позже признаётся в своих терзаниях, протягивает сжатый в руке световой меч и вонзает в грудь отцу. Тело Хана пропадает вместе со взрывом Старкиллера.

### Эпизод IX: Скайуокер. Восход
Харрисон Форд вновь воплотил роль персонажа в качестве короткого появления в виде воспоминания Кайло Рена.

### Расширенная вселенная
В расширенной вселенной «Звёздных войн» Хан Соло был сыном Джонаша и Джейны Соло. Они исчезли, едва Хану исполнилось два. Его отец, Джонаш Соло, являлся потомком короля Кореллии Беретрона э Соло, правившего в годы Золотого века Республики.
Он многие годы был преступником — вором-карманником, мошенником, контрабандистом. Его карьера началась, когда ещё совсем ребёнком Хан попал к преступнику по имени Гаррис Шрайк. На борту грузового корабля «Удача Торговца» были и другие дети, которым предстояло пополнить банду Шрайка, и Хан научился у них тонкостям воровского ремесла. Корабль «Удача Торговца» вращался по орбите вокруг Кореллии, но он посещал и многие другие планеты по всей галактике, так что маленький Хан выучил множество языков. Кухарка вуки Дьюланна, служившая у Шрайка, была Хану вместо матери и научила его урчащему языку шириивук.
Когда Хан подрос, он мечтал сбежать от Шрайка, но жестокий хозяин дорожил каждым своим «работником». Однажды на Кореллии Хан встретил своего двоюродного брата Тракана Сал-Соло, но так и не смог достоверно выяснить, кто были его настоящие родители. Мальчик был сильно удивлён, обнаружив генеалогическое древо, согласно которому он происходил от Даллы Чёрного, знаменитого преступника, который жил много лет назад и провозгласил себя «королём Кореллии».
Шрайк обнаружил, что у Хана есть способности пилота, и стал тренировать его для участия в гонках. Хан выигрывал крупные денежные призы, получал которые, конечно, Шрайк, и нажил себе смертельного врага в лице будущего наёмного убийцы Денгара: он во время неофициальной гонки разбил машину Денгара.
В 17 лет Хан во время открытых соревнований «Гуманоиды без правил» на Джубиларе привлёк внимание другого знаменитого наёмного убийцы. Боба Фетт по поручению хатта Джаббы издалека понаблюдал за тем, как дерётся юный кореллианец. Хан выиграл состязания, но Шрайк не стал обращаться с ним лучше.
В 19 лет Хан сбежал с «Удачи Торговца», спрятавшись на грузовой барже, и оказался на Илезии — контролируемой хаттами планете, где добывали специи. Хатты из клана Бесадии наняли юного пилота водить грузовые корабли. На Илезии Хан полюбил красивую девушку, работавшую на добыче специй. Её звали Бриа Тарен. Хан решил похитить любимую с Илезии и угнал для этого хаттскую яхту, заслужив тем самым вечную смертельную ненависть клана Бесадии.
Хан и Бриа вместе добрались до Корусанта, но роман их оказался недолгим. Бриа покинула Хана и стала искать в жизни собственную дорогу. Сердце Соло было разбито, и он пошёл в Имперский флот. Следующие четыре года юноша провёл в стенах Военной академии на Кариде, его соучениками были такие знаменитости, как Сунтир Фел и Мако Спинс. Хан Соло окончил Академию в числе первых учеников и начал службу флотским офицером и пилотом TIE Fighter.
Осматривая останки потерпевшего крушение корабля, который перевозил рабов вуки, лейтенант Соло наотрез отказался выполнять приказ старшего офицера и не стал убивать единственного оставшегося в живых. Вскоре после этого на Корусанте Соло спас того же самого вуки, которого едва не забил насмерть надзиратель на стройке. Вторично нарушив субординацию, Хан был уволен из Имперского флота.
Понимая, что военной карьере конец, Хан нашёл работу в преступном мире на Нар Шаддаа. Чубакка, спасённый им вуки, заявил, что обязан ему жизнью, и повсюду следовал за ним. Они начали перевозить специи для клана Десилиджик, членом которого был Джабба Хатт. Поначалу они летали на кораблях компании, а затем Соло приобрёл своё первое судно — «Брию». Хан страстно мечтал об усовершенствованном грузовом корабле своего нового друга Лэндо Калриссиана и в результате азартнейшего сражения в сабакк на Беспине выиграл у Калриссиана его драгоценный «Тысячелетний Сокол».
Хан и Чубакка коренным образом усовершенствовали «Сокол», превратив его в один из самых совершенных звездолётов своего класса в галактике. Когда Империя стала представлять значительную опасность для контрабандистов, Соло и Чубакка на новом корабле отправились в Корпоративный Сектор и в Гегемонию Тион — большую область космоса, практически не затронутую имперскими силами. Вернувшись, Соло встретил свою прежнюю любовь Брию Тарен, которая теперь стала видной фигурой Повстанческого Альянса, и вместе с ней отправился с рейдом на илезийские фабрики. Бриа обманула его и забрала всю добычу в пользу Повстанческого Альянса. Сердце Хана было разбито во второй раз. Сразу после этого расстроенный Хан сорвал очень важную для Джаббы сделку на Кесселе. К несчастью, во время одного из вылетов на «Тысячелетний сокол» высадились имперские таможенники, и Хан был вынужден сбросить контрабандный груз; Джабба пришёл в ярость и назначил за голову Соло и его напарника вознаграждение. В результате в течение нескольких последующих лет за Соло гонялись охотники за наградой.
После битвы при Эндоре, в 8 ПБЯ, Хан Соло женится на Лее и заводит с ней троих детей, которые в свою очередь сыграли немалую роль в истории Легенд «Звёздных войн». Дочь назвали так же как и мать Хана — Джейна, старшего сына — Джейсен, позже он повторит судьбу своего деда и станет известен как Дарт Кейдус. Младшего сына же назвали в честь отца Леи — Энакин Соло.

## История за кадром
Имя Хан Соло впервые появляется в черновом наброске «Звёздных войн»: так названо высокое «зеленокожее существо без носа и с большими жабрами». В этом варианте и в первом сценарии Соло — сдержанный и уважаемый воин джедай, который помогает генералу Скайуокеру. Во втором сценарии Соло становится пиратом и контрабандистом. В поздних сценариях, в том числе в окончательном, Соло впервые появляется в компании молодой женщины-инопланетянки. В действительности в первом фрагменте, вырезанном из сцены в картине, Хана сопровождает женщина; когда Оби-Ван и Люк приближаются к контрабандисту, он отсылает подружку.
Позже Лукас передумал и решил сделать его человеком и чернокожим. Попробовав несколько актёров, он снова передумал, склонившись к европейской внешности. Отбирая актёров для «Новой надежды», Лукас чётко дал понять, что не хочет брать тех, кто уже играл в его прошлых фильмах. Предлагал роль многим молодым голливудским звёздам: Аль Пачино, Роберту Де Ниро, Джону Траволте, Нику Нолти, Кристоферу Уокену и пр., однако все они по разным причинам отказались от проб. А Курт Рассел, Роберт Инглунд, Сильвестр Сталлоне и Перри Кинг проходили кастинг. Тогда же был приглашён Харрисон Форд, который снимался в фильме Лукаса «Американские граффити», но чтобы читать реплики Соло во время экранных тестов Люка и Леи, Форд согласился на это ради режиссёра, но был расстроен тем, что берёт себе роль, которую никогда не сыграет. Во время экранных тестов оказалось, что Форд прекрасно подходит на роль Соло. Прототипом же стал близкий друг Лукаса Фрэнсис Форд Коппола.
Ральф Маккуорри говорил, что, работая над образом Хана Соло, он представлял себе контрабандиста «куда более щеголеватым парнем. Правда, я думал, что он будет напоминать Джорджа (Лукаса) — борода и всё такое — но носить хорошую одежду».

## Критика и отзывы
Персонаж Хан Соло занял 14-е место в списке 100 героев и злодеев Американского института кино и 3-е место в списке величайших киногероев всех времён по версии журнала Empire.
Журнал «Мир фантастики» поставил корабль Хана «Тысячелетний сокол» на 1-е место в списке «10 самых лучших космических кораблей», добавив, что это самый известный корабль «Звёздных войн», классический пример «приключенческого звездолёта».